# Villaz
Pour les articles homonymes, voir Villaz (homonymie).
Villaz (se prononce [vilaz] ou [vil]) est une commune française située dans le département Haute-Savoie, en région Auvergne-Rhône-Alpes.

## Géographie
Villaz est située à quelques kilomètres au nord-est de l'agglomération annécienne, au pied du Parmelan.
Le point le plus bas en altitude de la commune, 455 mètres (à Onnex), est formé par la confluence du Fier et de la Fillière tandis que le point le plus élevé est le rocher du Béard (sous la pointe de l'Anglette) qui culmine à 1 597 mètres.
La commune est bordée au sud par le Fier et à l'ouest par la Fillière. De ces deux rivières grimpent des coteaux formant un plateau au pied du massif des Bornes et notamment de la montagne du Parmelan. Le plateau prend fin lorsque commence les pentes couvertes d'une forêt de conifères du Parmelan qui forme une falaise surplombant le village : la tête du Parmelan.

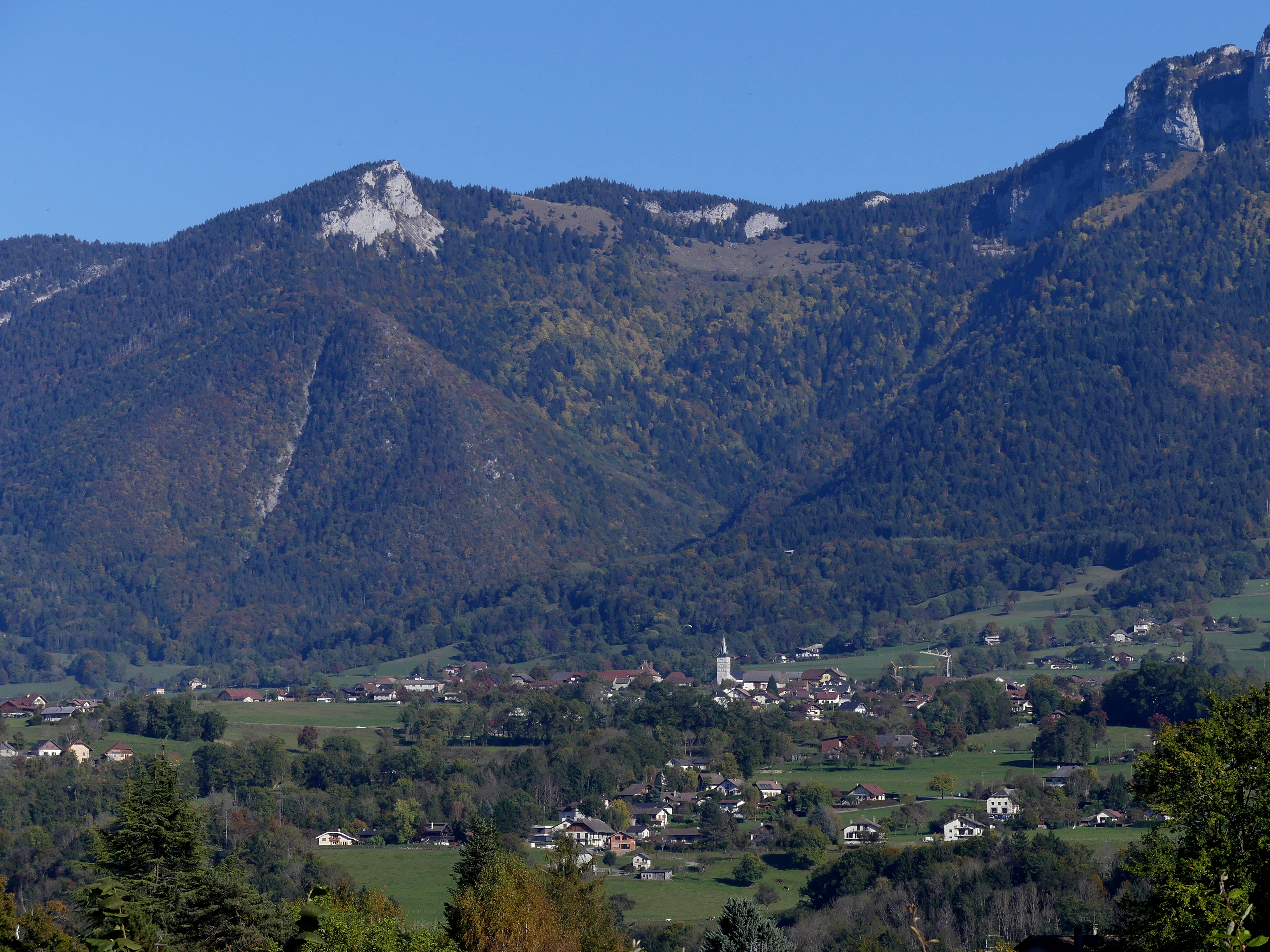
Villaz à l'ouest du massif des Bornes.

### Lieux-dits et écarts
La majorité des habitations sont groupées autour de l'église et du château de Bonatray, sur le plateau situé à environ 700 mètres d'altitude. Il existe néanmoins de nombreux hameaux et quartiers plus ou moins interconnectés : Onnex, Les Vignes, Le Pautex, Les Provinces, Chazal, Les Ailles, Moiron, Ronzier et Disonche.

### Communes limitrophes
Les communes limitrophes de Villaz sont :
- au nord : Val Glières (Les Ollières et Aviernoz) ;
- à l'est : Dingy-Saint-Clair ;
- au sud : Nâves-Parmelan et Annecy (Annecy-le-Vieux) ;
- à l'ouest : Argonay et Val Glières (Saint-Martin-Bellevue).

## Urbanisme

### Typologie
Au 1er janvier 2024, Villaz est catégorisée ceinture urbaine, selon la nouvelle grille communale de densité à sept niveaux définie par l'Insee en 2022.
Elle appartient à l'unité urbaine de Fillière, une agglomération intra-départementale regroupant sept  communes, dont elle est une commune de la banlieue,,. Par ailleurs la commune fait partie de l'aire d'attraction d'Annecy, dont elle est une commune de la couronne,. Cette aire, qui regroupe 79 communes, est catégorisée dans les aires de 200 000 à moins de 700 000 habitants,.

### Occupation des sols
L'occupation des sols de la commune, telle qu'elle ressort de la base de données européenne d’occupation biophysique des sols Corine Land Cover (CLC), est marquée par l'importance des territoires agricoles (53,6 % en 2018), en diminution par rapport à 1990 (56,9 %). La répartition détaillée en 2018 est la suivante : 
forêts (35,9 %), prairies (33,5 %), zones agricoles hétérogènes (20,1 %), zones urbanisées (6,8 %), zones industrielles ou commerciales et réseaux de communication (2,2 %), milieux à végétation arbustive et/ou herbacée (1,2 %), espaces ouverts, sans ou avec peu de végétation (0,2 %).
L'IGN met par ailleurs à disposition un outil en ligne permettant de comparer l’évolution dans le temps de l’occupation des sols de la commune (ou de territoires à des échelles différentes). Plusieurs époques sont accessibles sous forme de cartes ou photos aériennes : la carte de Cassini (XVIIIe siècle), la carte d'état-major (1820-1866) et la période actuelle (1950 à aujourd'hui).

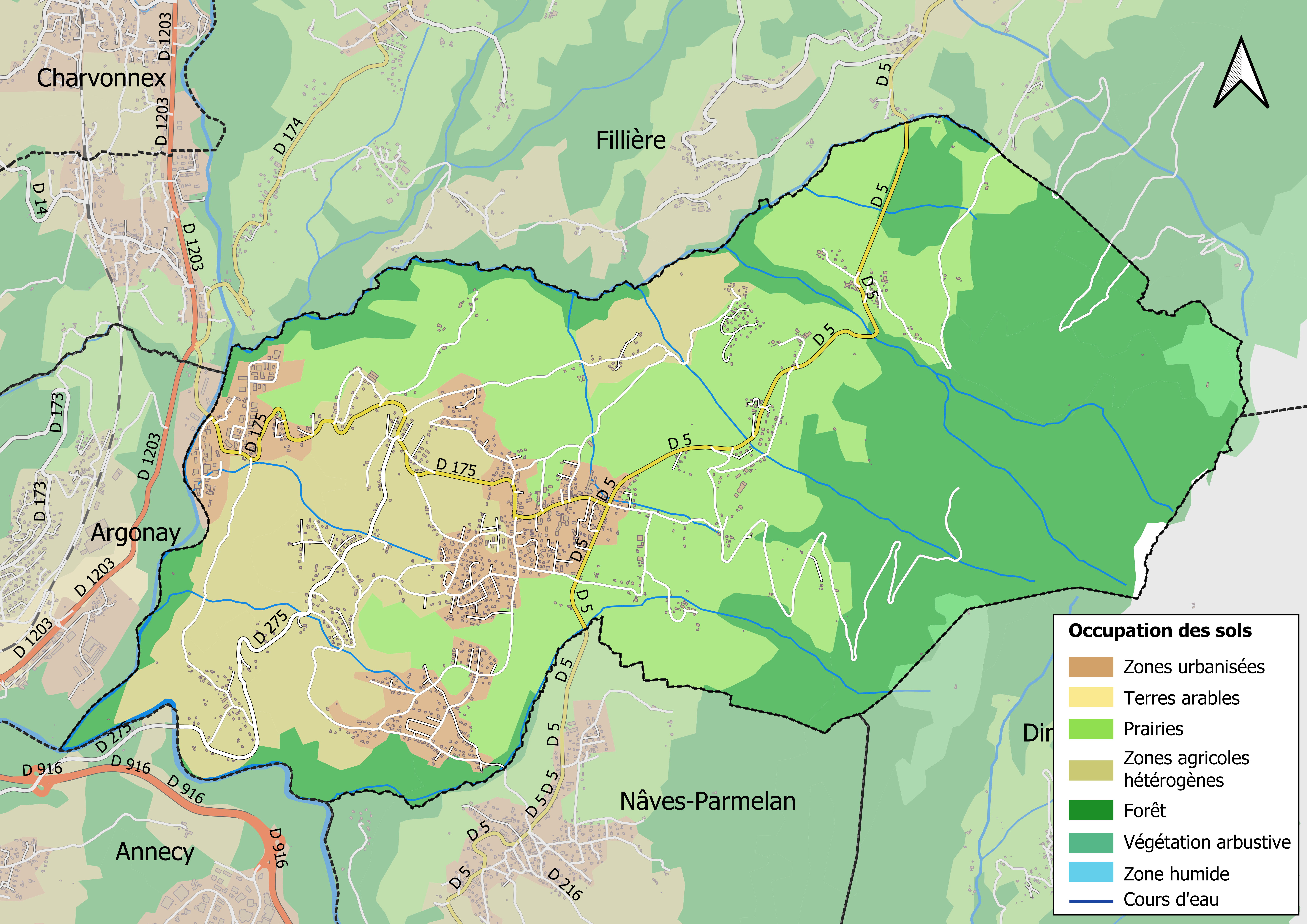
Carte des infrastructures et de l'occupation des sols en 2018 (CLC) de la commune.
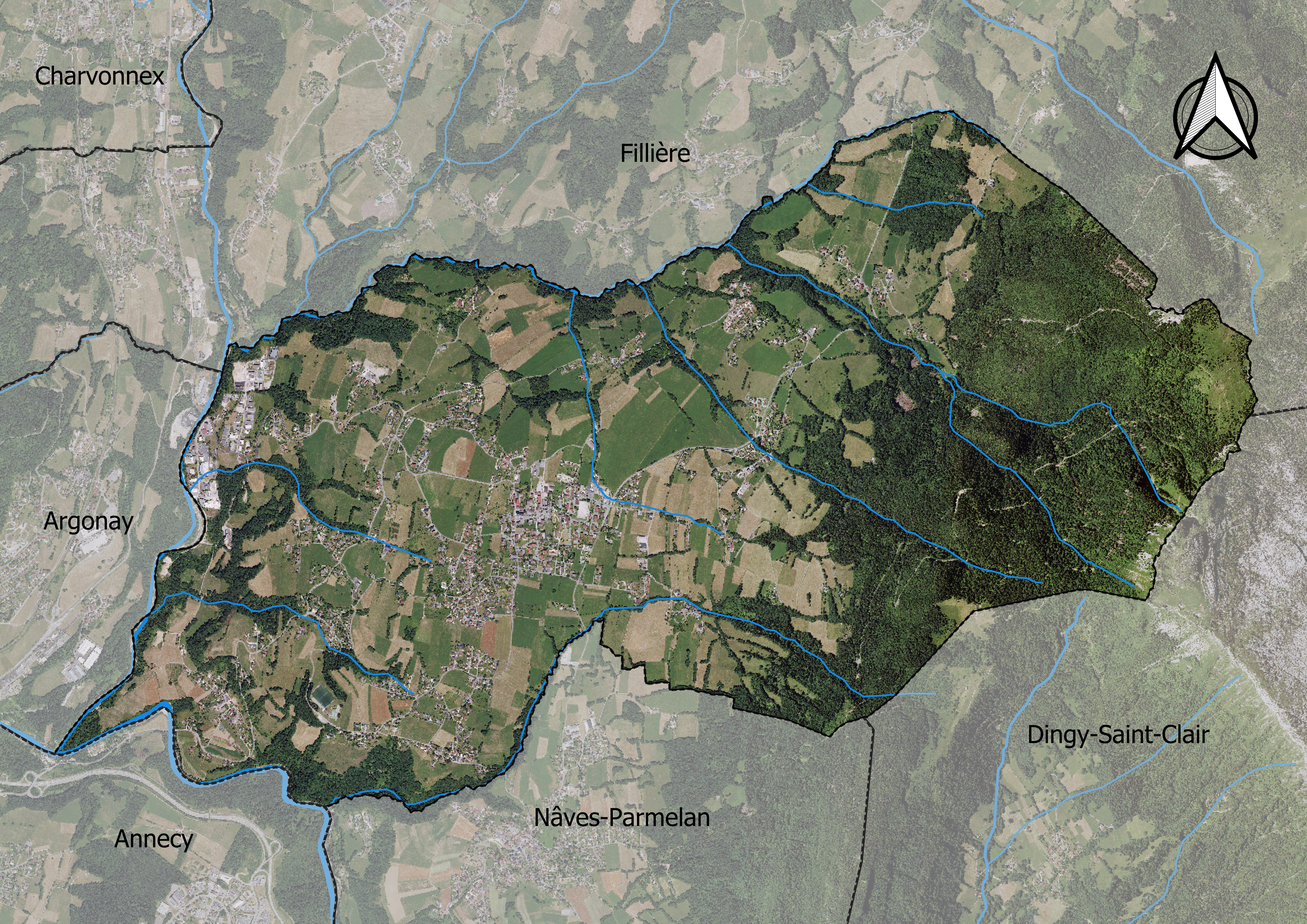
Carte orthophotogrammétrique de la commune.

## Toponymie
En francoprovençal, le nom de la commune s'écrit Vèla, selon la graphie de Conflans.

## Histoire

### Antiquité
En 122 av. J.-C., le pays des Allobroges est envahi par les troupes romaines. Des voies romaines sont tracées et des villæ sont construites. L'une d'entre elles s'installe au pied du Parmelan et donnera son nom au village de Villaz. Elle est construite par un certain Titus Coelius, peut être le procurateur, qui laisse sa signature sur un autel dédié à Mercure retrouvé au pied de l'église et conservé au musée-château d'Annecy.
De 443 à 534, les Burgondes s'installent dans la région et laissent de nombreuses tombes retrouvées dans les hameaux de Disonche, Rossand, Onnex et Ronzier.

### Moyen Âge et Renaissance

Blason de Villaz.

Le premier document attestant d'un village à l'emplacement de Villaz date de 1237. Il s'agit d'un accord de mariage entre la fille du seigneur de Thorens avec Thomas II de Menthon qui reçoit en dot une grande partie des terres du village.
En 1292, les nobles de Moyron et de Ville se déclarent vassaux du comte de Genève. Deux maisons fortes apparaissent au village : celle de Disonche et celle de Bonatray. Le village passe ensuite au main de la famille de Menthon avec le legs des maisons fortes en 1346.
Lors de la visite de Mgr Jean de Bertrand en 1411, un premier recensement indique que la paroisse compte environ 450 âmes réparties en 80 feux.
Le duc Louis de Savoie concède en 1460 à Louis de Menthon le droit de construire des moulins, scies, battoirs, etc. Le village se développe, les moulins de Disonche et d'Onnex sont construits. En 1511, à la suite d'un incendie où seule la nef subsiste, l'église est reconstruite dans le style gothique tardif et se dote de vitraux.
Selon un nouveau recensement en 1561, 625 âmes réparties en 109 feux sont comptabilisées.
En 1607, saint François de Sales, alors évêque d'Annecy, visite Villaz. Un des miracles accomplis par François de Sales trouve son origine dans un accident survenu en 1623 : en voulant traverser le Fier au niveau d'Onnex, un jeune homme glisse et se noie. Le lendemain, il ressuscite miraculeusement.
Une épidémie de peste ravage le village en 1629 au cours de laquelle 35 % du village disparait et le cimetière est trop petit. La paroisse de Villaz est occupée comme toute la Savoie par les armées françaises de Louis XIV de 1690 à 1696 puis espagnoles de 1743 à 1748. En 1756, la population est réduite à 391 habitants par suite de nombreuses famines et disettes depuis un siècle. De maigres récoltes et des catastrophes naturelles à venir n'arrangeront pas la situation.

### Époque contemporaine
Les troupes révolutionnaires françaises envahissent la Savoie en 1792. Le territoire est organisé en département du Mont-Blanc duquel Villaz devient une commune.
Le village subit la Révolution française : confiscation des biens du clergé, des cloches de l'église, arrestation et déportation du révérend, destruction de la flèche du clocher...
Avec l'ensemble du duché, Villaz retourne dans les États de Savoie en 1815. La flèche du clocher est reconstruite en 1821. En 1834, un procès portant sur la possession de la forêt de la commune et commencé en 1734 trouve enfin une issue. L'école primaire pour garçons ouvre ses portes en 1842.
La France annexe la Savoie en 1860. En 1866, l'église est reconstruite en partie et prend son aspect actuel. De tous les vitraux, seul celui de la Vierge à l'Enfant est conservé, il sera classé aux monuments historiques et replacé dans l'église en 1988. Deux nouvelles cloches coulées par les frères Paccard prennent place dans le clocher en 1876. L'ancien pont en bois traversant la Filière est remplacé en 1872 par un pont en pierre. Création par le CAF d'Annecy du premier sentier reliant le village au Parmelan en 1888. Création de la fruitière en 1894 pour la transformation du lait de vache en fromage.
Le château de Bonatray est transformé en maison de repos au lendemain de la Première Guerre mondiale, maintenant une clinique de soins de suite et de réadaptation. Première ascension du Parmelan en automobile : un exploit en 1929. En 1937, la construction de l'actuel pont d'Onnex en béton armé est achevé en remplacement des nombreux ponts en bois et passerelles métalliques emportés par les crues du Fier au cours des siècles. Ouverture de la nouvelle école en 1957 avec une centaine d'écoliers répartis en quatre classes. De nombreuses extensions viendront agrandir le complexe scolaire par la suite. Le parc d'activité de la Filière est créé en 1985.
En 2015, un projet de fusion des communes de la communauté de communes du pays de la Fillière est soumis à un référendum,. L'objectif est de créer une commune suffisamment forte avant la fusion de la CCPF en 2017 avec la communauté de l'agglomération d'Annecy au sein du Grand Annecy.
Un référendum a été tenu le 11 octobre 2015 sur l'ensemble des communes de la CCPF pour décider de la création d'une commune nouvelle sur les bases de la communauté de communes, pour ensuite intégrer la communauté de l'agglomération annécienne. À la suite de ce référendum, la proposition de fusion est stoppée.

## Politique et administration
| Période        | Période        | Identité              | Étiquette | Qualité                                                       |
| -------------- | -------------- | --------------------- | --------- | ------------------------------------------------------------- |
| 1860           | 1873           | Pierre-Marie Bianco   | ...       | ...                                                           |
| juin 1873      | mai 1876       | Joseph Gerlier        | ...       | ...                                                           |
| juin 1876      | octobre 1877   | Joseph-Marie Delétraz | ...       | Révoqué fin octobre 1877                                      |
| septembre 1878 | mai 1884       | Pierre-Marie Bianco   | ...       | ...                                                           |
| mai 1884       | mai 1888       | Joseph-Marie Delétraz | ...       | ...                                                           |
| mai 1888       | mai 1892       | Antoine Pellarin      | ...       | ...                                                           |
| mai 1892       | mai 1896       | Claude Lombard        | ...       | ...                                                           |
| mai 1896       | mai 1908       | François Allard       | ...       | ...                                                           |
| mai 1908       | mai 1912       | Jean Tardivel         | ...       | ...                                                           |
| mai 1912       | août 1918      | François Allard       | ...       | Démission fin août 1918                                       |
| 1920           | mai 1925       | Ernest Patty          | ...       | ...                                                           |
| mai 1925       | septembre 1944 | Léon Metral           | ...       | ...                                                           |
| septembre 1944 | juin 1945      | Jean-Marie Deronzier  | ...       | ...                                                           |
| juin 1945      | mars 1959      | Achille Ballansat     | ...       | ...                                                           |
| mars 1959      | décembre 1959  | Jean Jacquet          | ...       | ...                                                           |
| décembre 1959  | mars 1971      | Roger Allard-Metral   | ...       | ...                                                           |
| mars 1971      | juin 1995      | Louis Baud            | UDF-PR    | Conseiller général du canton de Thorens-Glières (1982 → 1994) |
| juin 1995      | mars 2001      | Bernard Emin          | ...       | ...                                                           |
| mars 2001      | mars 2008      | Bernard Contat        | DVD       | Agriculteur                                                   |
| mars 2008      | mars 2014      | Bernard Emin          | ...       | ...                                                           |
| mars 2014      | En cours       | Christian Martinod    | DVD       | Ingénieur                                                     |

### Jumelages
Préfailles (France).
Villaz est jumelée avec la station balnéaire de Préfailles dans le Pays de Retz, en Loire-Atlantique. Des échanges de classes scolaires pendant les vacances sont organisés ce qui permet aux uns et aux autres de découvrir la mer ou la montagne.
Villaz réalise également un partenariat avec le village de Doudou au Burkina Faso au travers de l'association « Le balafon savoyard ». Chaque année un conteneur part pour Doudou avec du matériel et des fournitures, notamment scolaire, d'administration et médicales. De plus, grâce aux systèmes de micro-crédits, des aménagements sont réalisés, notamment agricoles et médicaux, selon le souhait des Burkinabais. Des échanges de compétence permettent de compléter ces apports matériels et financiers.
Le partenariat de Doudou est un tel succès que l'idée s'est exportée à Préfailles qui envisage un partenariat avec Yéné au Sénégal.

### Intercommunalité
Villaz fait partie depuis le 1er janvier 2017 du Grand Annecy qui remplace la communauté de communes du pays de la Fillière.

## Population et société
Ses habitants sont appelés les Villazois(es).

### Démographie
L'évolution du nombre d'habitants est connue à travers les recensements de la population effectués dans la commune depuis 1793. Pour les communes de moins de 10 000 habitants, une enquête de recensement portant sur toute la population est réalisée tous les cinq ans, les populations de référence des années intermédiaires étant quant à elles estimées par interpolation ou extrapolation. Pour la commune, le premier recensement exhaustif entrant dans le cadre du nouveau dispositif a été réalisé en 2004.

En 2022, la commune comptait 3 473 habitants, en évolution de +0,23 % par rapport à 2016 (Haute-Savoie : +6,01 %, France hors Mayotte : +2,11 %).
| 1793 | 1800 | 1806 | 1822 | 1838 | 1848 | 1858 | 1861 | 1866 |
| ---- | ---- | ---- | ---- | ---- | ---- | ---- | ---- | ---- |
| 355  | 639  | 584  | 634  | 774  | 862  | 878  | 826  | 814  |

| 1872 | 1876 | 1881 | 1886 | 1891 | 1896 | 1901 | 1906 | 1911 |
| ---- | ---- | ---- | ---- | ---- | ---- | ---- | ---- | ---- |
| 798  | 795  | 832  | 801  | 844  | 815  | 742  | 712  | 705  |

| 1921 | 1926 | 1931 | 1936 | 1946 | 1954 | 1962 | 1968 | 1975 |
| ---- | ---- | ---- | ---- | ---- | ---- | ---- | ---- | ---- |
| 665  | 674  | 683  | 630  | 586  | 643  | 598  | 612  | 814  |

| 1982  | 1990  | 1999  | 2004  | 2006  | 2009  | 2014  | 2019  | 2022  |
| ----- | ----- | ----- | ----- | ----- | ----- | ----- | ----- | ----- |
| 1 129 | 1 602 | 2 068 | 2 223 | 2 309 | 2 624 | 3 367 | 3 347 | 3 473 |

### Évènements
- Septembre, la « vogue » (premier week-end) et vide-grenier.
- Octobre, Marché des Créateurs d'Art (5e en 2009) : une vingtaine d'exposants artisans créateurs.

## Économie
La grande majorité des emplois se situant dans l'agglomération annécienne, le village assiste chaque jour à des déplacements pendulaires de la part des travailleurs mais aussi des collégiens qui vont au collège de Groisy et des lycéens étudiant au lycée Louis Lachenal.

## Culture locale et patrimoine

### Lieux et monuments
- Une ancienne voie romaine.
- Des sépultures du haut Moyen Âge.
- Le château de Bonatray ou Bonattrait (chef-lieu) :

Il s'agit d'une maison forte, construite initialement au XIIe siècle, propriété des familles Folliet puis de la famille des comtes de Menthon jusqu’au XVIIIe siècle. Il a servi pendant quelques années de fruitière puis de boulangerie, avant d'être aménagé au début du XXe siècle en maison de repos. Repris en 1949 par le docteur Cattin, il est de nos jours un centre de soins de suite et de réadaptation, sous la dénomination de « château de Bon Attrait », avec une capacité actuelle de 143 lits.

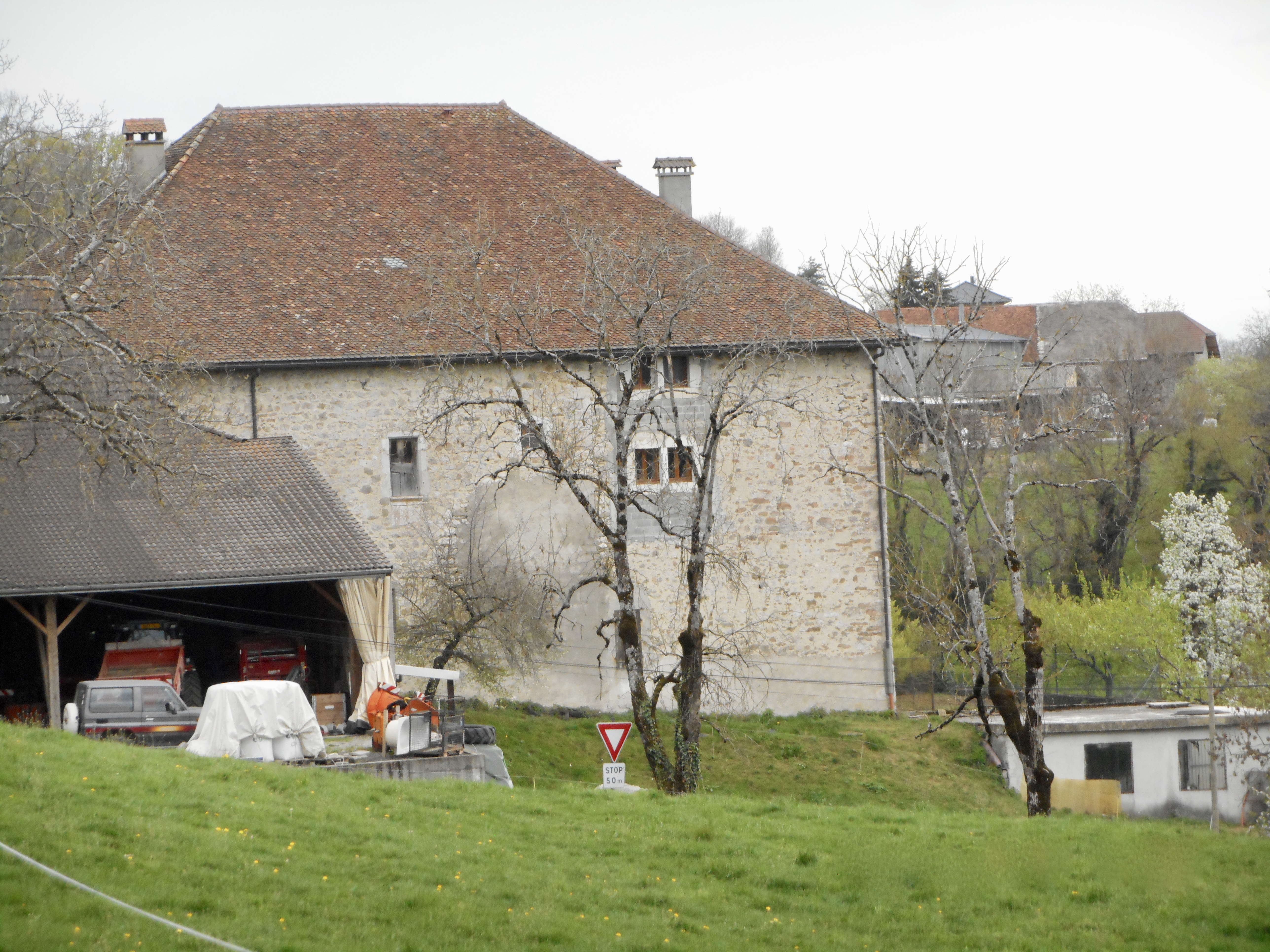
Château de Disonche.

- Le château de Disonche (lieu-dit de Disonche) :

Il s'agit d'une maison forte, construite initialement au XIIIe siècle, propriété des familles de Genève, de Menthon, de Bellegarde, de Regard et de Chazal, qui a conservé, malgré quelques modifications, son aspect général de maison forte, abritant encore plusieurs armoiries. Il est aujourd’hui le siège d’une exploitation agricole.
- Le château des Paquelet de Moyron (chef-lieu) :

Construit en 1591 près de l’église, propriété de cette famille jusqu’au XIXe siècle.
- L'église de la Nativité-de-Marie, date du XIXe siècle.